# Lazar Fuks

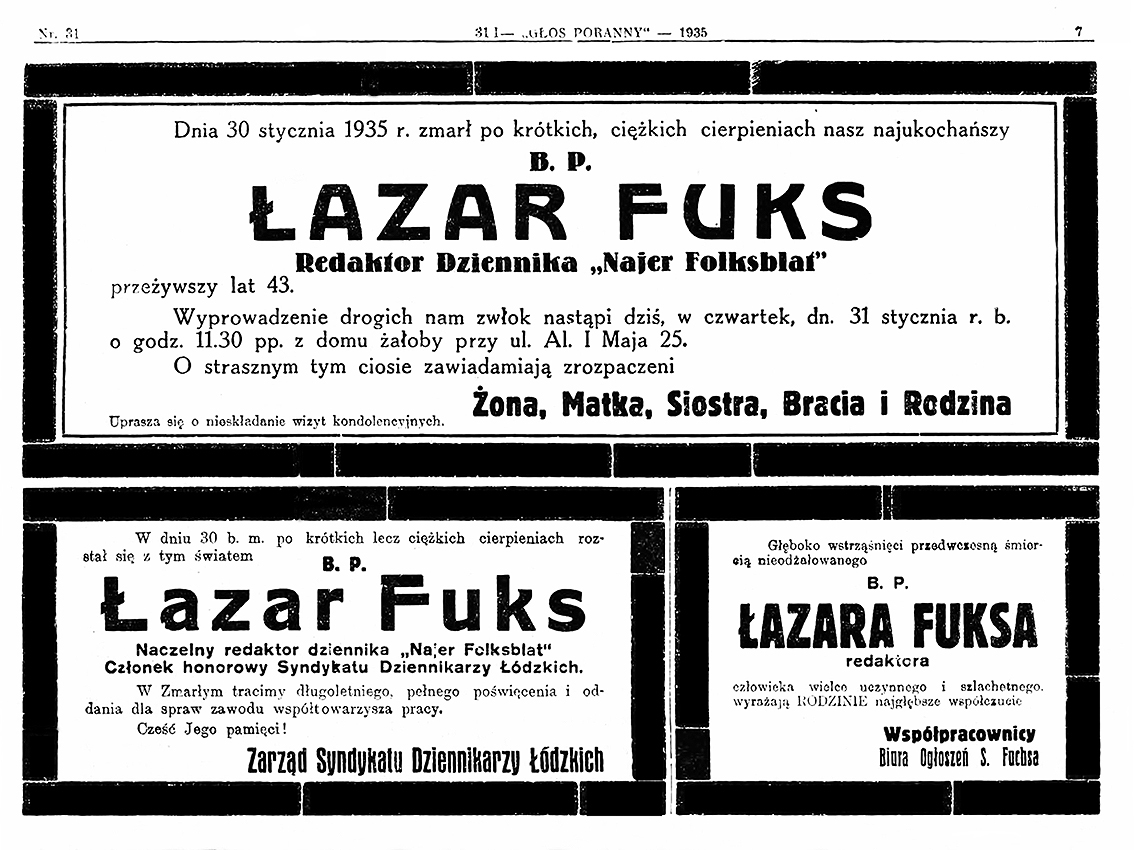
Nekrologi Lazara Fuksa w Głosie Porannym z 31 stycznia 1935 r. nr 31

Lazar (Lejzor, Łazar) Fuks (ur. 5 lutego 1892 w Maciejowie – miasteczku w powiecie kowelskim na Wołyniu, zm. 30 stycznia 1935 w Łodzi) – dziennikarz prasy żydowskiej.

## Życiorys
Jego wychowaniem zajmował się dziadek ze strony matki, zwolennik żydowskiego Oświecenia, Chaimjon Singer, bliski przyjaciel znanego pisarza Icchoka Lejby Pereca (1852-1915).
Do Łodzi przyjechał z ojcem na początku XX w. Uczył się w gimnazjum humanistycznym Towarzystwa „Talmud Tora”.
Następnie studiował matematykę i prawo na Uniwersytecie Warszawskim.
Pracę dziennikarską rozpoczął jako korespondent dziennika „Łodzier Morgnbłat”, później współpracował z dziennikiem „Fołks-błat”.
W latach 1918–1921 przebywał w Związku Radzieckim jako korespondent prasy żydowskiej z Polski.
Po powrocie do kraju kandydował do Sejmu I kadencji z ramienia Żydowskiej Socjaldemokratycznej Partii Robotniczej „Poalej Syjon”. Aresztowany na wiecu przedwyborczym na Bałutach, został skazany na 4 miesiące więzienia.
Był współzałożycielem i redaktorem naczelnym wydawanego w Łodzi w latach 1921-1939 w języku jidysz dziennika „Najer Fołksbłat” („Nowy Dziennik Ludowy”) a w latach 1930-1931 także kierownikiem działu literackiego tygodnika „Dos Naje Wort” poświęconego sprawom gospodarczym, społecznym i kulturalnym polskich Żydów. Publikował pod pseudonimami: L. Brandt, Cosinus, Leof, E. Nordman i in.
Brał udział w akcji rozwoju szkolnictwa i powstania pierwszego łódzkiego gimnazjum z żydowskim językiem wykładowym. Był też „lektorem literatury ogólnej i żydowskiej na uniwersytecie ludowym w Łodzi i w tym charakterze wygłosił szereg odczytów, zyskując sobie markę wybitnego prelegenta”.
Doprowadził w okresie międzywojennym do zjednoczenia polskich, żydowskich i niemieckich dziennikarzy łódzkich, poprzez utworzenie Syndykatu Dziennikarzy Łódzkich w którym był przewodniczącym sekcji żydowskiej oraz delegatem tej sekcji do zarządu Syndykatu i był też członkiem honorowym Syndykatu.
Był prezesem łódzkiego oddziału Towarzystwa Przyjaciół Żydowskiego Instytutu Naukowego w Wilnie (YIVO).
Był wiceprezesem Żydowskiego Związku Literatów i Dziennikarzy w Łodzi.
Był także członkiem łódzkiego zarządu Ligi Obrony Powietrznej i Przeciwgazowej (LOPP) i komitetu antyhitlerowskiego.
„Cierpiał od trzech lat na sklerozę. Mimo to jednak do ostatniej niemal chwili pracował zawodowo. Wylew krwi do mózgu spowodował zgon”.
Mieszkał w Łodzi przy al. 1 Maja 25.
Zmarł w Łodzi i został pochowany na nowym cmentarzu żydowskim przy ul. Brackiej w Łodzi (str. P, kw. R, nr grobu 27b).